# 4. Sinfonie (Mendelssohn)
Die Sinfonie Nr. 4 in A-Dur op. 90, „Italienische“ (MWV N 16) von Felix Mendelssohn Bartholdy entstand 1833 und zählt heute zu den beliebtesten und meistgespielten Orchesterwerken des Komponisten. Die Spieldauer beträgt je nach Interpretation etwa 28 bis 34  Minuten.

## Geschichtlicher Hintergrund
Nachdem Mendelssohn 1829 die britischen Inseln bereist hatte, brach er im Mai des folgenden Jahres zu einer weiteren Bildungsreise nach Italien auf, die knapp zwei Jahre dauern sollte. Die Reiseroute führte über Venedig, Florenz, Rom, Neapel, Pompeji, Genua und Mailand. Als ein literarischer Reiseführer diente Goethes Italienische Reise. Unter den vielfältigen Eindrücken begann Mendelssohn die Sinfonie zu konzipieren, die er dann 1832/33 in Berlin vollendete.
Die Uraufführung fand am 13. Mai 1833 in der Philharmonic Society in London unter der Leitung des Komponisten statt. Die Uraufführung geriet zu einem glänzenden Erfolg sowohl beim Publikum als auch bei den Kritikern, blieb aber die einzige Aufführung zu Mendelssohns Lebzeiten.
Nach der Uraufführung stellte Mendelssohn das Werk für eine Revision zurück, an der er im Sommer 1834 arbeitete, die er jedoch nie abschloss. Insgesamt liegt die Sinfonie in drei Fassungen vor, von denen aber keine vom Komponisten zur Druckreife gebracht wurde. Das Werk ist in der Reihe der Sinfonien Mendelssohns eigentlich die dritte, wurde jedoch erst 1851, also postum und nach der „Schottischen“ aus dem Nachlass verlegt und erhielt daher die höhere Nummerierung und Opuszahl. Die Partitur wurde von Julius Rietz herausgegeben, der sich weitgehend an die chronologisch letzte Fassung hielt, aber auch eigene Angleichungen vornahm.

## Aufbau
1. Allegro vivace
2. Andante con moto
3. Con moto moderato
4. Saltarello. Presto

## Besetzung
2 Flöten, 2 Oboen, 2 Klarinetten, 2 Fagotte, 2 Hörner, 2 Trompeten, Pauken, 1. Violine, 2. Violine, Bratsche, Violoncello, Kontrabass

## Werkbeschreibung
Hatte Mendelssohn die Sinfonie 1831 in einem Brief noch als das „lustigste Stück, das ich je gemacht habe“ angekündigt, so hält er diesen leichten, südländischen Charakter nur in den Ecksätzen durch. Die Mittelsätze der Sinfonie atmen demgegenüber einen deutlich melancholischeren, „nordischeren“ Charakter. 
Der Kopfsatz in A-Dur steht in Sonatensatzform und ist durchgehend von dem spritzigen Hauptthema geprägt, während das Seitenthema kurz und episodenhaft bleibt. In der Durchführung durchbricht Mendelssohn das strenge Formschema der klassischen Sinfonie, indem er zum einen ein drittes Thema einführt, und zum anderen die Durchführungsarbeit fast ausschließlich auf kontrapunktischer Themenbehandlung begründet.
Der zweite Satz in d-Moll ist ebenfalls ein Sonatensatz (aber ohne Durchführung) von kantablem Charakter. Mendelssohn komponierte den Satz unter dem Eindruck des Todes seines Lehrers Carl Friedrich Zelter sowie Goethes, die beide im Frühjahr 1832 kurz nacheinander gestorben waren; melodische Ähnlichkeiten des Hauptthemas dieses Satzes mit Zelters Vertonung der Ballade Der König in Thule sind daher möglicherweise als Hommage zu verstehen.
Als dritter Satz schließt sich ein ruhiger Menuettsatz in A-Dur an. 
Das abschließende siebenteilige Rondo in a-Moll ist mit Saltarello überschrieben, dem Namen eines italienischen Springtanzes in schnellem Sechsachtel-Takt. Mendelssohn griff bei diesem Satz auf originale neapolitanische Volksweisen zurück.
Bemerkenswert ist, dass Mendelssohns 4. Sinfonie in einer Dur-Tonart beginnt und in einer Moll-Tonart schließt. Es ist keine andere klassische oder romantische Sinfonie bekannt, in der der Komponist ebenso notiert hat.

## Hörproben
Aufnahme des Skidmore College Orchestra.
|  |  |  |  |